# 蒋哲
蒋哲（1989年2月26日—），是一名中国足球运动员，现效力中超球队长春亚泰，司职中场。

## 俱乐部生涯
蒋哲出自大连毅腾梯队，2006年被提升进入一队，跟随将主场迁至哈尔滨的哈尔滨毅腾参加中国足球乙级联赛，他在该赛季作为毅腾主力帮助球队获得乙级联赛亚军，升级到中甲联赛。 但在2007赛季和2008赛季，蒋哲受到伤病困扰，出场时间减少，两个赛季总共仅出场14次，2008年随队降级回到乙级联赛。2009赛季和2010赛季，他跟随主场迁回大连的大连毅腾征战乙级联赛。
2010年7月，大连毅腾和大连实德、长春亚泰实现三方交易，长春亚泰的闫峰加盟大连实德，大连实德的邹捷转会大连毅腾，而蒋哲则从大连毅腾加盟长春亚泰。 7月28日，他在长春亚泰客场1比2不敌大连实德的比赛第77分钟替补李世仁出场，上演中超联赛首秀。 他在2010赛季得到4次出场机会，全部都为替补身份登场。2011赛季，蒋哲主要参加预备队联赛，仅在8月21日长春亚泰主场1比0击败江苏舜天的比赛得到2分钟的出场时间。2012赛季，蒋哲出场时间有所增加，7月14日，他在长春亚泰客场0比3不敌山东鲁能泰山的比赛首次代表球队首发出场。2013年5月18日，他在和大连阿尔滨的比赛第89分钟射进加盟球队的首个正式比赛进球，帮助球队2比2逼平对手。

## 国家队生涯
2009年8月，蒋哲入选以1989年出生球员为班底组建的中国国奥队第一期集训名单。8月15日，他射进新一届国奥队的首个正式比赛进球，帮助球队5比0击败津巴布韦。 蒋哲还代表中国国奥队参加2009年12月在香港举办的2009年東亞運動會足球比賽。